# フリストス・ウィーラー
フリストス・ウィーラー（Christos Wheeler (ギリシア語: Χρήστος Γουίλερ、1997年6月29日 - ）は、キプロス・リマソール出身のプロサッカー選手。APOEL所属。ポジションは、ディフェンダー（レフトバック）。

## 代表歴
2019年11月19日のEURO 2020予選のベルギー代表戦でサッカーキプロス代表初出場。